# Динагде, Хабте Гиоргис
Хабте Гиоргис Динагде (амх. ሀብተጊዮርጊስ ዲነግዴ; 1851, Аддис-Абеба — 12 декабря 1926) — эфиопский государственный деятель, Главный министр Совета Министров Эфиопии (1909—1927). Министр иностранных дел Эфиопии (1912).

## Биография
Происходил из народности оромо. В молодости присоединился к войскам Менелика, на тот момент короля Шоа во время одной из кампаний Менелика по установлению имперского правления над все территорией Эфиопии. Был участником целого ряда важных сражений, в том числе в сражении при Адуа.
Выступил центральной фигурой в перевороте, который отстранил жену императора Таиту Бетул, которая пыталась воспользоваться недееспособностью Менелика II, от власти, а также переворота 1916 года, в результате которого был свергнут император Иясу V.
В 1909—1927 годах — Главный министр Совета Министров Эфиопии.
В его честь была названа одна из улиц Аддис-Абебы.